# RAF Linton-on-Ouse
RAF Linton-on-Ouse is een vliegbasis van de Royal Air Force in Linton-on-Ouse, North Yorkshire, ongeveer 10 km ten noordwesten van York (Engeland).

## Geschiedenis
De basis werd geopend in 1937, als onderdeel van de snelle expansie van de RAF als reactie op de Duitse herbewapening. Ze was bedoeld als basis voor bommenwerpers. Tijdens de Tweede Wereldoorlog werd de basis in 1943 overgedragen aan de Royal Canadian Air Force, die er twee squadrons met Avro Lancasters en Handley Page Halifaxes stationeerde. Na de oorlog keerde het bevel over de basis terug naar de RAF; eerst naar het RAF Transport Command, maar in 1946 kwam de basis onder Fighter Command, en de volgende tien jaar was het de basis van verschillende jachtvliegtuigen. Sedert 1957 is het vliegveld de thuisbasis van de vliegschool No. 1 Flying Training School; aanvankelijk met de BAC Jet Provost en sedert 1989 met de Shorts Tucano T.1. De leerling-piloten krijgen nadien een gevorderde opleiding op RAF Valley met de BAe Hawk.